# Belcaire
Belcaire là một xã trong vùng hành chính Occitanie, thuộc tỉnh Aude, quận Limoux, tổng Belcaire. Tọa độ địa lý của xã là 42° 49' vĩ độ bắc, 01° 57' kinh độ đông. Belcaire nằm trên độ cao trung bình là 1121 mét trên mực nước biển, có điểm thấp nhất là 696 mét và điểm cao nhất là 1546 mét. Xã có diện tích 30,68 km², dân số vào thời điểm 1999 là 392 người; mật độ dân số là 12 người/km².

## Thông tin nhân khẩu
| 1962 | 1968 | 1975 | 1982 | 1990 | 1999 |
| ---- | ---- | ---- | ---- | ---- | ---- |
| 423  | 504  | 463  | 421  | 360  | 392  |